# Welterbe in Kuba

Zum Welterbe in Kuba gehören (Stand 2017) neun UNESCO-Welterbestätten, darunter sieben Stätten des Weltkulturerbes und zwei Stätten des Weltnaturerbes. Kuba hat die Welterbekonvention 1981 ratifiziert, die erste Welterbestätte wurde 1982 in die Welterbeliste aufgenommen. Die bislang letzte Welterbestätte wurde 2008 eingetragen.

## Welterbestätten
Die folgende Tabelle listet die UNESCO-Welterbestätten in Kuba in chronologischer Reihenfolge nach dem Jahr ihrer Aufnahme in die Welterbeliste (K – Kulturerbe, N – Naturerbe, K/N – gemischt, (R) – auf der Roten Liste des gefährdeten Welterbes).
| Bild                                                                   | Bezeichnung                                                            | Jahr | Typ | Ref. | Beschreibung |
| ---------------------------------------------------------------------- | ---------------------------------------------------------------------- | ---- | --- | ---- | --- |
| Altstadt und Festungsanlagen von Havanna                               | Altstadt und Festungsanlagen von Havanna (Lage)                        | 1982 | K   | 204  | |
| Trinidad und das Valle de los Ingenios                                 | Trinidad und das Valle de los Ingenios (Lage)                          | 1988 | K   | 460  | Historisches Zentrum der Stadt Trinidad und die Zuckerfabriken im 12 km nordöstlich der Stadt gelegenen Valle de los Ingenios |
| Castillo de San Pedro de la Roca                                       | Castillo de San Pedro de la Roca (Lage)                                | 1997 | K   | 841  | eine Festung an der Küste etwa 10 km südwestlich der Stadt Santiago de Cuba.                                                  |
| Nationalpark Desembarco del Granma                                     | Nationalpark Desembarco del Granma (Lage)                              | 1999 | N   | 889  | |
| Kulturlandschaft Valle de Viñales                                      | Kulturlandschaft Valle de Viñales (Lage)                               | 1999 | K   | 840  | |
| Archäologische Landschaft der ersten Kaffeeplantagen im Südosten Kubas | Archäologische Landschaft der ersten Kaffeeplantagen im Südosten Kubas | 2000 | K   | 1008 | |
| Alexander-von-Humboldt-Nationalpark                                    | Alexander-von-Humboldt-Nationalpark (Lage)                             | 2001 | N   | 839  | |
| Kathedrale von Cienfuegos                                              | Historisches Stadtzentrum von Cienfuegos (Lage)                        | 2005 | K   | 1202 | Altstadt von Cienfuegos, der Hauptstadt der gleichnamigen Provinz.                                                            |
| Historisches Stadtzentrum von Camagüey                                 | Historisches Stadtzentrum von Camagüey (Lage)                          | 2008 | K   | 1270 | Altstadt von Camagüey, der Hauptstadt der gleichnamigen Provinz.                                                              |

## Tentativliste
In der Tentativliste sind die Stätten eingetragen, die für eine Nominierung zur Aufnahme in die Welterbeliste vorgesehen sind. 

### Aktuelle Welterbekandidaten
Derzeit (2024) sind 14 Stätten in der Tentativliste von Kuba eingetragen, die letzte Eintragung erfolgte im April 2024. Die folgende Tabelle listet die Stätten in chronologischer Reihenfolge nach dem Jahr ihrer Aufnahme in die Tentativliste.
| Bild                                           | Bezeichnung                                                            | Jahr | Typ | Ref. | Beschreibung |
| ---------------------------------------------- | ---------------------------------------------------------------------- | ---- | --- | ---- | --- |
| Instituto Superior de Arte                     | Instituto Superior de Arte (Lage)                                      | 2003 | K   | 1798 | 1976 gegründete universitäre Bildungseinrichtung in Havanna |
| Nationalpark Ciénaga de Zapata                 | Nationalpark Ciénaga de Zapata (Lage)                                  | 2003 | N   | 1801 | Sumpfgebiet auf der Zapata-Halbinsel |
| Riffsystem der Kubanischen Karibik             | Riffsystem der Kubanischen Karibik                                     | 2003 | N   | 1802 | umfasst Nationalpark Jardines de la Reina, Fauna-Schutzgebiet Banco de Jagua, Osten des Ökologischen Schutzgebiets Cayo Largo, Nationalpark Cayos Avalos Cantiles Rosario, Ökologisches Schutzgebiet Punta del Este, Nationalpark Punta Frances, Nationalpark San Felipe - Los Indios, Nationalpark Guanahacabibes, Banco de Knoll |
| Escuelas Nacionales de Arte de Cubanacán       | Escuelas Nacionales de Arte de Cubanacán                               | 2024 | K   | 6740 | Steht seit 2003 bereits als noch vorhandener Eintrag auf der Tentativliste. |
| Tropicana                                      | Tropicana                                                              | 2024 | K   | 6743 | |
| El Vedado, Stadtgarten Temprana                | El Vedado, Stadtgarten Temprana                                        | 2024 | K   | 6744 | |
| Zentraler Campus der Universität von Havanna   | Zentraler Campus der Universität von Havanna                           | 2024 | K   | 6745 | |
|                                                | Triolet Französische Apotheke (Pharmazie Museum)                       | 2024 | K   | 6746 | |
| Santiago de Cuba, seine historischen Szenerien | Santiago de Cuba, seine historischen Szenerien                         | 2024 | K   | 6747 | |
|                                                | Gedenkstätten der Sklaverei in Kuba                                    | 2024 | K   | 6748 | Acht verschiedene Stätten auf Kuba: Kulturlandschaft Sierra del Rosario, Kulturlandschaft El Cobre, Angerona Kaffeeplantagen, Kirche Nuestra Señora de Regla, Ruinen der Zuckermühlen Alejandría, Triunvirato und Demajagua, Burg San Severin                                                                                      |
|                                                | Caguanes Nationalpark                                                  | 2024 | K/N | 6749 | |
|                                                | Nationalpark Ciénaga de Zapata und das Speläologisch-Lakustrine System | 2024 | N   | 6750 | |
|                                                | Kubanisches karibisches Korallensystem                                 | 2024 | N   | 6751 | |
| Albear Aquadukt                                | Albear Aquadukt                                                        | 2024 | K   | 6762 | |

### Ehemalige Welterbekandidaten
Diese Stätten standen früher auf der Tentativliste, wurden jedoch wieder zurückgezogen oder von der UNESCO abgelehnt. Stätten, die in anderen Einträgen auf der Tentativliste enthalten oder Bestandteile von Welterbestätten sind, werden hier nicht berücksichtigt.
| Bild                        | Bezeichnung                        | Jahr      | Typ | Ref. | Beschreibung |
| --------------------------- | ---------------------------------- | --------- | --- | ---- | ------------ |
| Nationalpark Sierra Maestra | Nationalpark Sierra Maestra (Lage) | 1988–1996 | N   |      |              |